# سرقنات قبادتشنار (تشنار)
سرقنات قبادتشنار (بالفارسية: سرقنات قبادچنار) هي قرية تقع في إيران في قسم تشنار الريفي. يقدر عدد سكانها بـ 20 نسمة بحسب إحصاء 2016.